# Andrés de Ribera

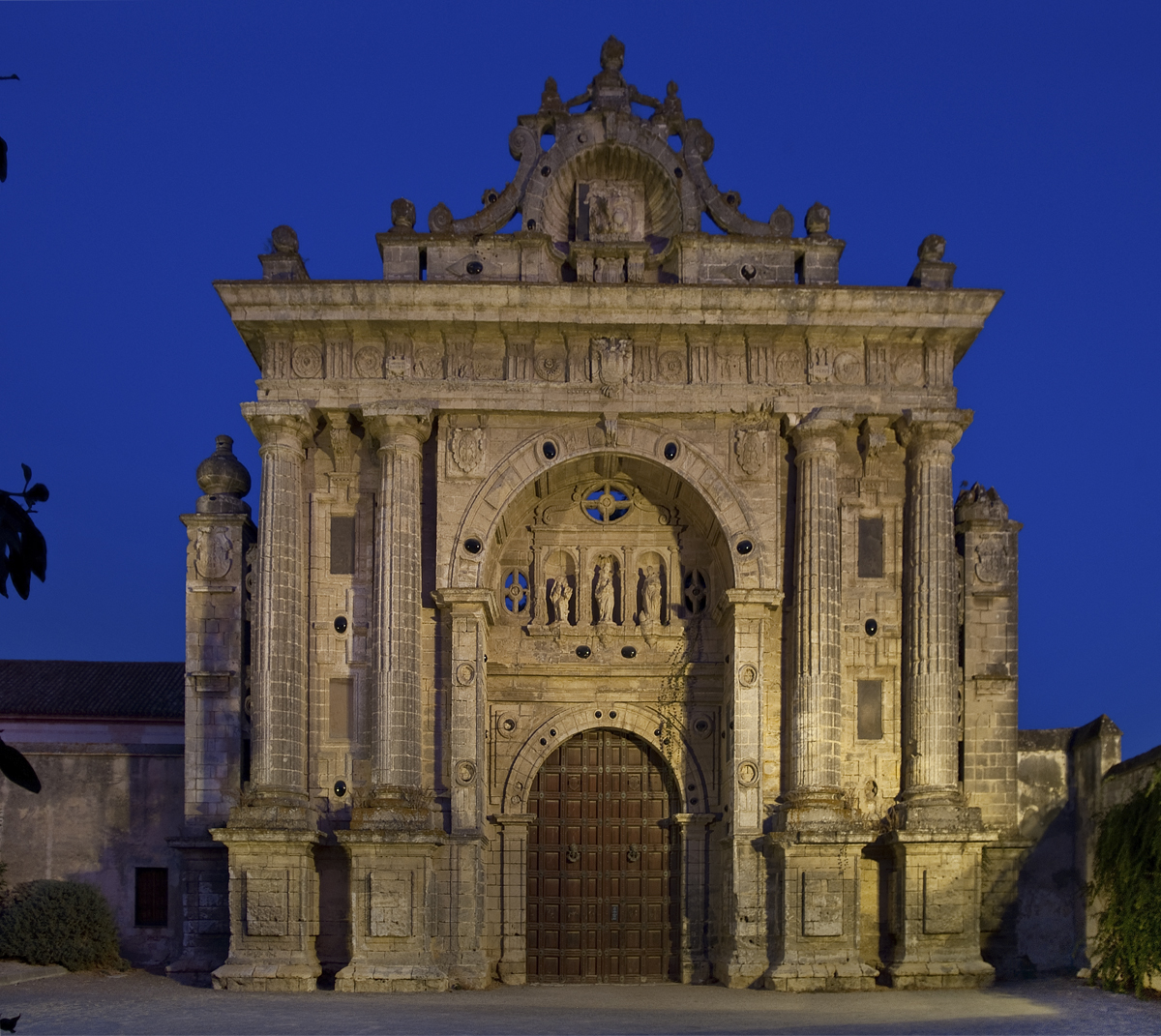
Portada exterior de la Cartuja de Jerez

Andrés de Ribera fue un arquitecto español de la época renacentista nacido en Jerez de la Frontera. Dejó sus principales obras en Jerez donde llegó a ser maestro mayor de obras de la ciudad.

## Principales obras
- Portada exterior de la Cartuja fechada en 1571 diseñada a modo de un gran arco triunfal ricamente decorado.
- Antigua casa del cabildo ( - 1575) realizado conjuntamente con Bartolomé Sánchez y Diego Martín de Oliva.